# Schwarzenbach (Etsch)
Der Schwarzenbach (in seinem Unterlauf auch Aurer Bach genannt, seltener Höhlenbach oder Holenbach; italienisch rio Nero) ist ein von links in die Etsch mündender Bach im Südtiroler Anteil der Fleimstaler Alpen.

## Verlauf
Der Schwarzenbach entspringt am 2439 m hohen Schwarzhorn und fließt mit einigen Richtungswechseln insgesamt westwärts Richtung Etschtal. Das Einzugsgebiet des Schwarzenbachs besteht in erster Linie aus Porphyr-Gestein der Etschtaler Vulkanit-Gruppe. Am Mittellauf läuft ihm mit dem am Weißhorn entspringenden Bletterbach sein wichtigster Zufluss von rechts zu. Unterhalb der Ortschaft Holen ist das vom Schwarzenbach tief ausgegrabene Holental zu einer Schlucht mit zahlreichen Wasserfällen ausgeformt (auch Schwarzenbachschlucht genannt), die bei Auer im Unterland aufgeht. Nach rund 15 km mündet der Schwarzenbach unterhalb von Castelfeder auf einer Höhe von 216 m in die Etsch.